# Arakida Moritake

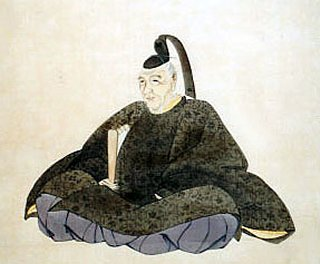
Arakida Moritake

Arakida Moritake (jap. 荒木田 守武; * 1473; † 30. August 1549) war ein japanischer Shintō-Priester und Lyriker.

## Leben
Der Enkel des Schriftstellers Fujinami Ujitsune wirkte in der Sengoku-Zeit als Priester am Inneren Schrein (Naikū) des Großschreins von Ise. Beeindruckt von den Dichtern Iio Sōgi und Iio Munenaga trat er selbst als Autor von Haikai und Renga hervor. Sein Stil wurde als Ise haikai bezeichnet. Seine Gedichte erschienen in der Sammlung Shinsen tsukubashū (新撰莬玖波集) und wurden in die Anthologien Haikai renga dokugin senku (俳諧之連歌独吟千句) bzw. dokugin senku (独吟千句) und Hōraku senku aufgenommen. Yo no naka hyakushu (世中百首), eine Sammlung von Gedichten, die zur Wahrung der öffentlichen Moral aufriefen, wurden als Ise-Analekten (Ise rongo) bekannt.